# Te Rauparaha
Te Rauparaha (1768 - 1849) byl maorský náčelník (rangatira). Maorové i Pākehā (Evropané) se ho báli a uznávali jej více než ostatní velké náčelníky jeho doby, jako byli Hongi Hika, Mananui Te Heu Heu nebo Te Wherowhero. Po 22 let, kdy byl náčelníkem kmene Ngati-Toa, vedl své válečníky do divokých bitev s ostatními kmeny na severní části Jižního ostrova a jižní části Severního ostrova.

## Bitvy s kmeny
V roce 1821 příslušníci kmene Waikato vstoupili na rybářská území kmene Ngati-Toa na severozápadním pobřeží Severního ostrova poblíž Kawhia. Jako pomstu Te Rauparaha zaútočil na jejich vesnici a při tomto útoku zabili a snědli dva jejich náčelníky. Waikato přichystali velký útok na Ngati-Toa, ale tento kmen uprchl a Te Rauparaha své lidi ve velké heke (migraci) dovedl na ostrov Kapiti poblíž severozápadního pobřeží.

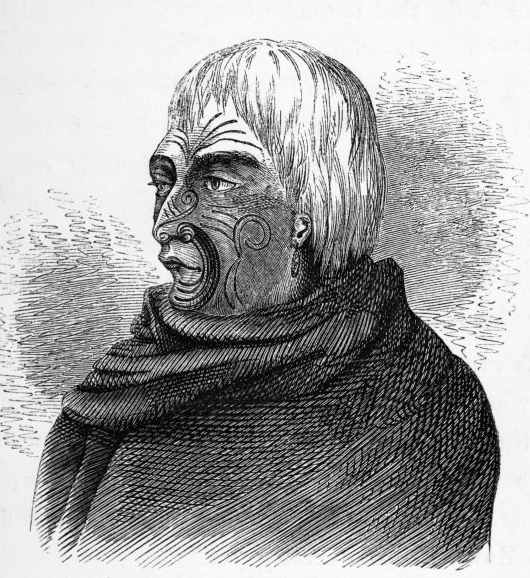
Te Rauparaha na dobové kresbě

Z ostrova Kapiti poté Te Rauparaha napadal ostatní kmeny. Nejbrutálnější byl útok jeho válečníků na vesnici kmene Ngati-Tahu na Jižním ostrově u dnešního městečka Akaroa v roce 1830. Přemluvil kapitána anglické velrybářské lodě Elizabeth Johna Stewarta, aby ho a jeho válečníky převezl do zálivu u této vesnice, kde pak pobili všechny vesničany.

## Příchod Evropanů
Te Rauparaha terorizoval a zabíjel Evropany poté, co se v roce 1840 britští imigranti usadili ve Wellingtonu a Nelsonu. V roce 1846 jej britští vojáci zajali u Porirua a dva roky strávil ve vězení.
V roce 1848 byl Te Rauparaha kvůli svému špatnému zdravotnímu stavu z vězení propuštěn a vrátil se ke svému kmenu v Otaki. Zde dal podnět ke stavbě křesťanského kostela nazvaného Rangiātea Church. Je to nejstarší maorský kostel na Novém Zélandu a je pozoruhodný spojením maorských a anglických prvků stavby. Te Rauparaha se však dostavění kostela nedožil. Zemřel 27. listopadu 1849.